# New York International Auto Show

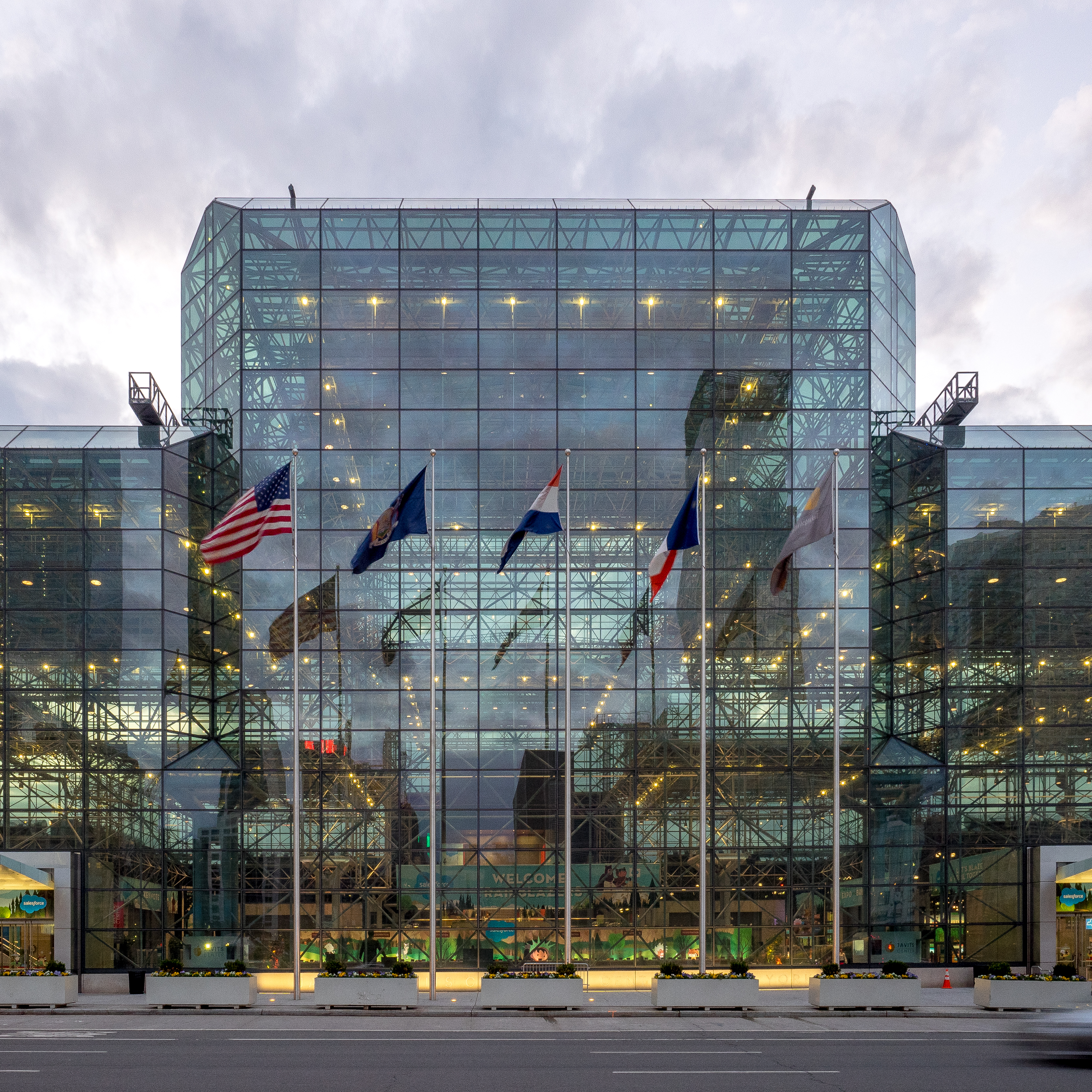
Seit 2000 findet die New York International Auto Show im Jacob K. Javits Convention Center statt. Aufnahme von 2019.

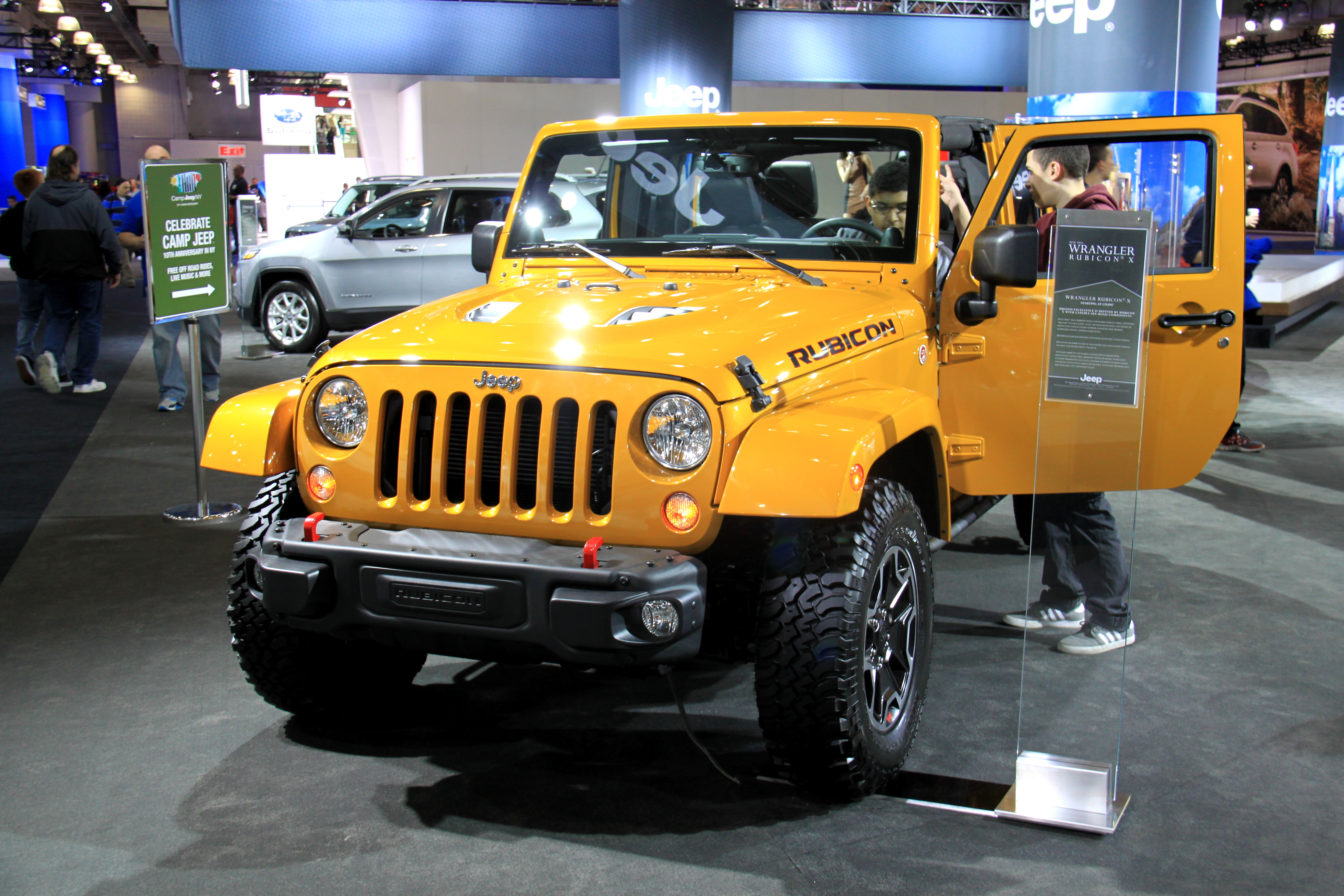
Jeep Wangler Rubicon an der NYIAS 2014

Die New York International Auto Show (NYIAS) ist eine große Automobilausstellung in New York. Sie besteht seit dem Jahr 1900. Seit dem Jahr 2000 ist der Veranstaltungsort das Jacob K. Javits Convention Center am Hudson River in Manhattan. In der jüngeren Vergangenheit findet die NYIAS jeweils über das Osterwochenende statt und dauert eine Woche.
Etwa eine Million Zuschauer werden jeweils erwartet. Die Auto Show dauert eine Woche und präsentiert auch US- und weltweite Neuheiten. Die Veranstalter haben den Ehrgeiz, jede in den USA vertretene Marke und Baureihe zu präsentieren.
Zum Programm vor der eigentlichen Veranstaltung gehören an die 100 Events, Konferenzen, Foren sowie Preisverleihungen und andere gesellschaftliche Anlässe; während der NYIAS werden über zwei Dutzend Pressekonferenzen gegeben.
Die NYIAS ist in Bezug auf die Größe vergleichbar mit dem europäischen Genfer Auto-Salon, der aber länger dauert und von größerer Bedeutung ist. 

## Geschichte

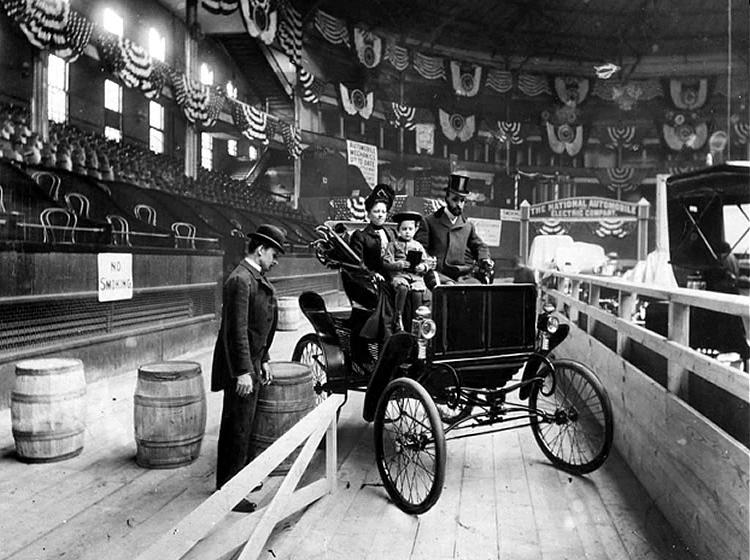
Unbekannter Motor Buggy an der New York Auto Show (1900). Rauchverbote gab es schon damals, wenn auch eher aus Sicherheitsgründen.

Die Ausstellung von 1900 war nicht die erste ihrer Art in New York. Die New York Automobile Show fand erstmals vom 3. bis 10. November 1896 im Madison Square Garden statt. Organisatoren waren der Automobile Club of America und die Herstellervereinigung National Association of Automobile Manufacturers (N. A. A. M.). Deren Geschäftsführer war Samuel T. Davis, jr., Finanzvorstand der Locomobile Company of America und Schwiegersohn des Mitbesitzers Amzi Lorenzo Barber.
In den ersten Jahren dominierten europäische Hersteller den US-Automarkt. In dieser Zeit der Pleasure cars der Reichen und Mächtigen lieferten führende Hersteller Fahrgestelle und komplette Fahrzeuge in die USA. Die New York Automobile Show bot der wohlhabenden Kundschaft und den Fachleuten Gelegenheit, die neusten Trends aus Übersee kennenzulernen und die Entwicklungen im eigenen Land zu verfolgen. Eine erste Trennung der Ausstellungsflächen betraf Fahrzeug- und Karosseriehersteller.

### Im Selden-Patentstreit
Die Organisation lag seit 1903 in den Händen der Autohersteller-Vereinigung Association of Licensed Automobile Manufacturers (A. L. A. M.). Deren Geschäftsführer war bis 1907 George H. Day. Im Januar 1905 handelte diese eine zwei Jahre gültige Vereinbarung mit den Betreibern des Madison Square Garden aus zur Durchführung der Auto Show.
Die A. L. A. M. war aber auch eine der Konfliktparteien im Streit um das Selden-Patent, in dem sie die Rechte der Patentinhaber juristisch durchsetzten sollte. In diesem Zusammenhang ist ihre Weigerung zu sehen, Herstellern ohne ihre Lizenz Ausstellungsflächen zur Verfügung zu stellen.
Dagegen formierte sich Widerstand und aus dem Umfeld des 1903 von der A. L. A. M. auf Lizenzverletzung verklagten Henry Ford wurde einige Jahre lang parallel eine Gegenveranstaltung der nicht lizenzierten Hersteller durchgeführt, die sich Ende 1905 auch formal in der American Motor Car Manufacturer's Association (A. M. C. M. A.) zusammenschlossen. Henry Ford war die treibende Kraft und mit dem späteren US-Senator und Oberbürgermeister von Detroit James J. Couzens (1872–1936) wurde einer von Fords Vertrauensleuten zum ersten Präsidenten gewählt. Der Spuk endete 1911 mit einem zweitinstanzlichen Urteil im Selden-Prozess, und die Aufteilung auf zwei Ausstellungen wurde überflüssig.

### Grand Central Palace

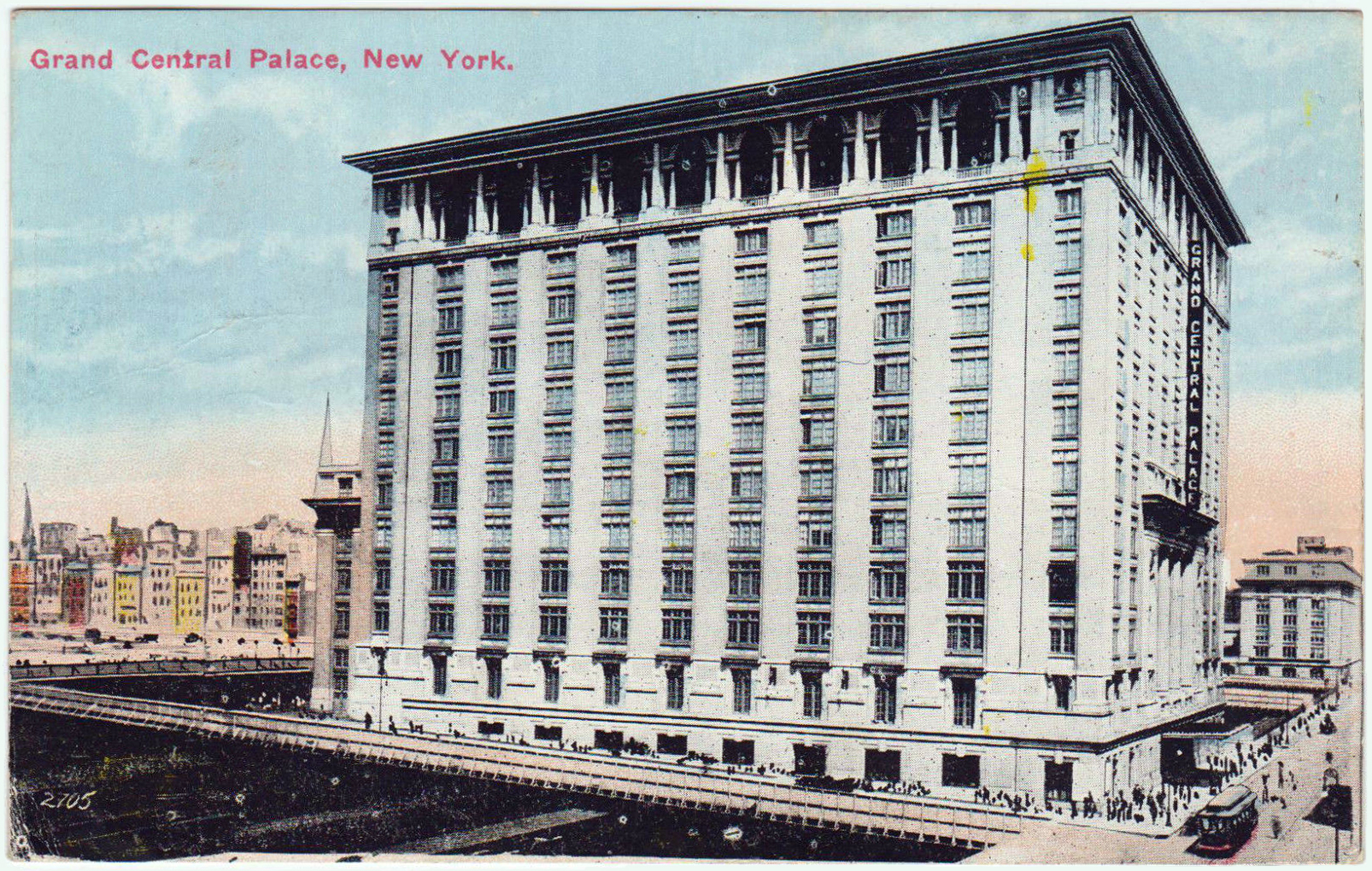
Das 1911 eröffnete Grand Central Palace

Im gleichen Jahr wurde im Zusammenhang mit der der Automobilausstellung die Industrial Airplane Show durchgeführt. Sie eröffnete zum Jahresbeginn im Neubau des Grand-Central-Palace-Ausstellungsgebäudes, das  zwischen Lexington Avenue und 46. resp. 47. Straße lag und über den Gleisanlagen, die zum Grand Central Terminal führen, errichtet worden war. Die Flugzeugausstellung war ein durchschlagender Erfolg; bereits am Eröffnungstag strömten 15.000 Besucher in die Messehalle. Viele hatten nie zuvor ein Flugzeug gesehen. Das Grand Central Palace beherbergte danach immer wieder ergänzende Fahrzeugausstellungen, bis es nach 1942 einer militärischen Nutzung zugeführt wurde. Es hatte großen Einfluss darauf, dass hier Hotels gebaut wurden. Während der Ausstellungen dienten diese als Tagungsort und die Hersteller nutzen die Lobbys, um dort ihre neuesten Fahrzeuge aufzustellen.

### Premieren im „Commodore“ Hotel

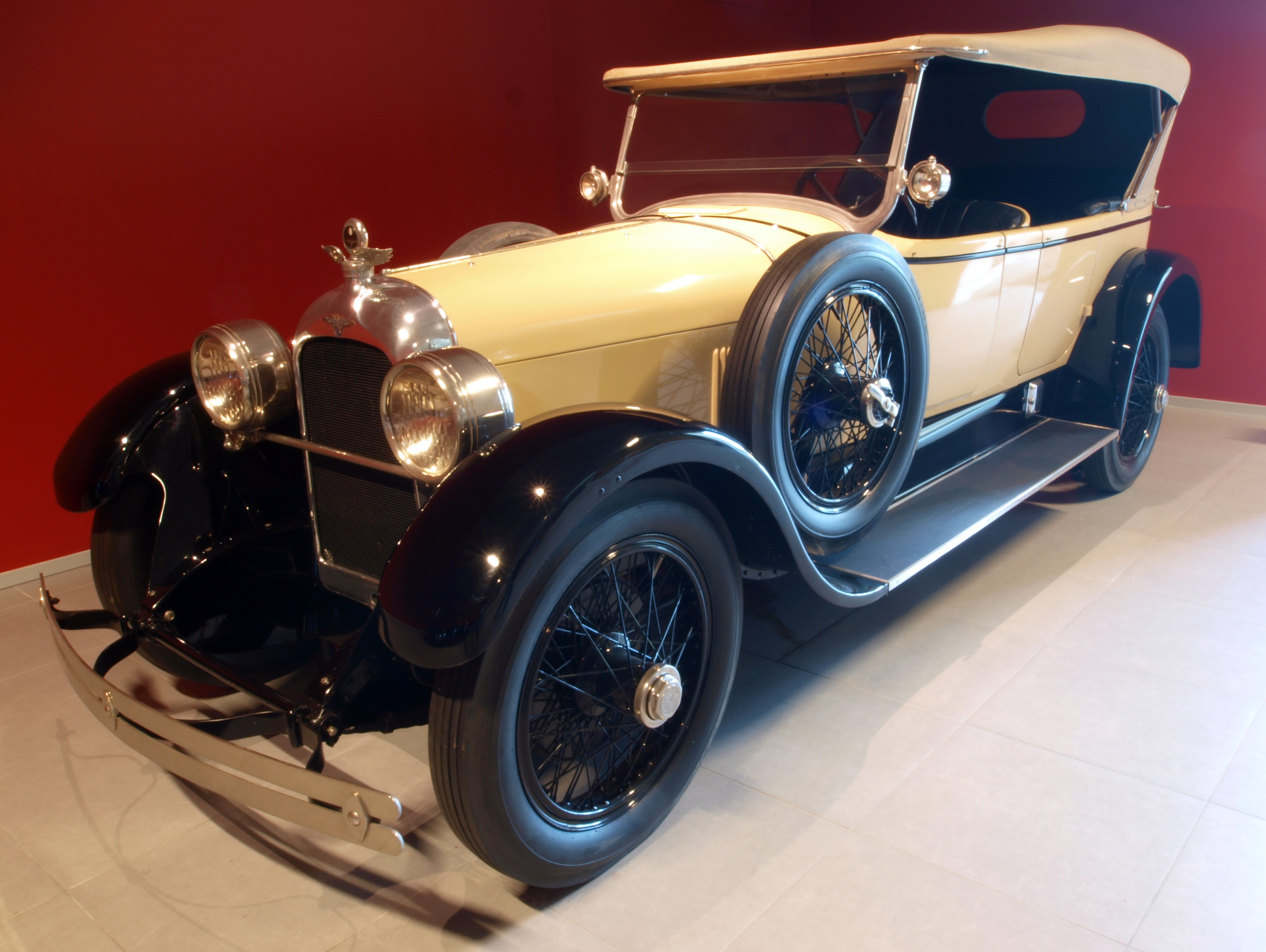
Vorgestellt im Hotel Commodore: Duesenberg Modell A (hier ein ähnlicher Touring von Rubay, 1923)

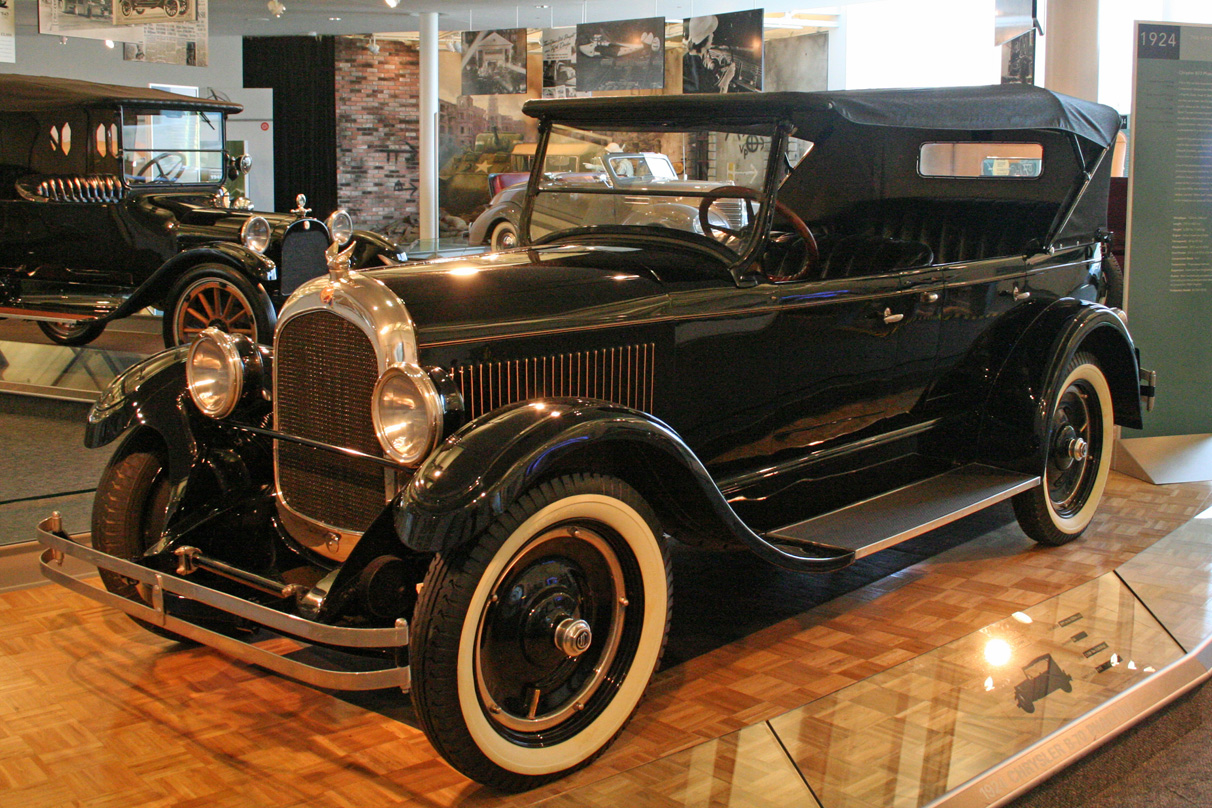
Weltpremiere für Marke und Modell: Chrysler B70 (1924)

Im Januar 1919 wurde das Hotel Commodore an der 42. Straße und Lexington Avenue mit der „schönsten Lobby der Welt“ eröffnet. Dies war zu dieser Zeit der größte Raum der Welt. Sofort wurde er als Plattform für die pompöse Vorstellung neuer Automarken und -modelle entdeckt. Es gab hier nicht nur Platz genug für solche Veranstaltungen; das Commodore bot außerdem ein Rahmenprogramm zur Auto Show mit Symposien, Tagungen und Banketten. Daher stiegen hier jeweils auch viele Repräsentanten und einflussreiche Persönlichkeiten der Autobranche ab. Zu den ersten dieser Premieren gehörten die Vorstellung des Duesenberg Modell A 1920 sowie die Premieren der Automarken Ace 1921 oder Chrysler B-70 1924.
Auch während der Weltwirtschaftskrise der 1930er Jahre fand die New York Auto Show statt, nicht aber zwischen 1942 und 1945, als die USA sich im Krieg befanden und keine Neuwagen gebaut werden durften.
1956 wurde das soeben fertiggestellte New York Coliseum am Columbus Circle mit der Auto Show eröffnet. Hier blieb sie bis zum Abbruch des Gebäudes im Jahr 2000.
Ab den 1950er Jahren wurden vermehrt (wieder) europäische Fahrzeuge gezeigt. Britische Hersteller (von denen viele eigens für den US-Markt Modelle entwickelten) erhielten einen eigenen Bereich, ebenso wie später auch japanische.
Anfangs fand die NYIAS jeweils im Januar statt. Gegen Ende der 1920er Jahre wurde der Anlass auf den November verlegt, heute wird er jeweils im März oder April durchgeführt.

### Galerie: Geschichte

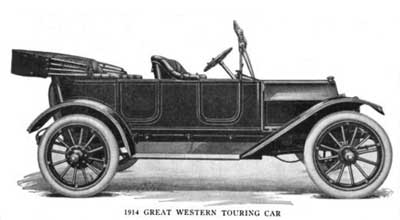
Der Great Western Forty mit einer Touring-Karosserie von Abresch wurde 1914 im Grand Central Palace gezeigt.
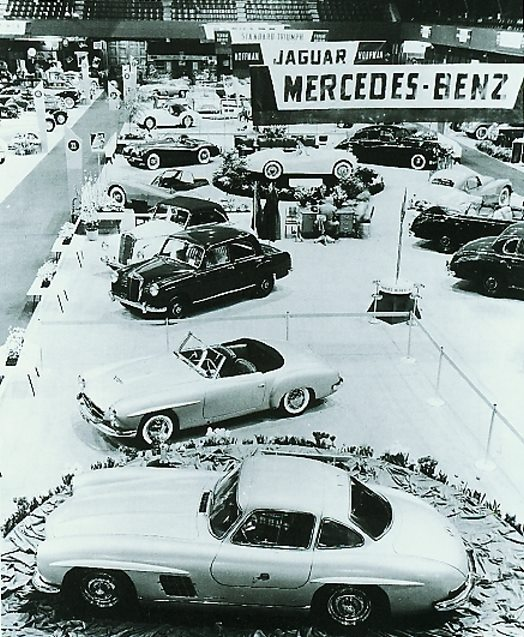
Mercedes-Benz-Stand 1954 mit 190 SL und 300 SL
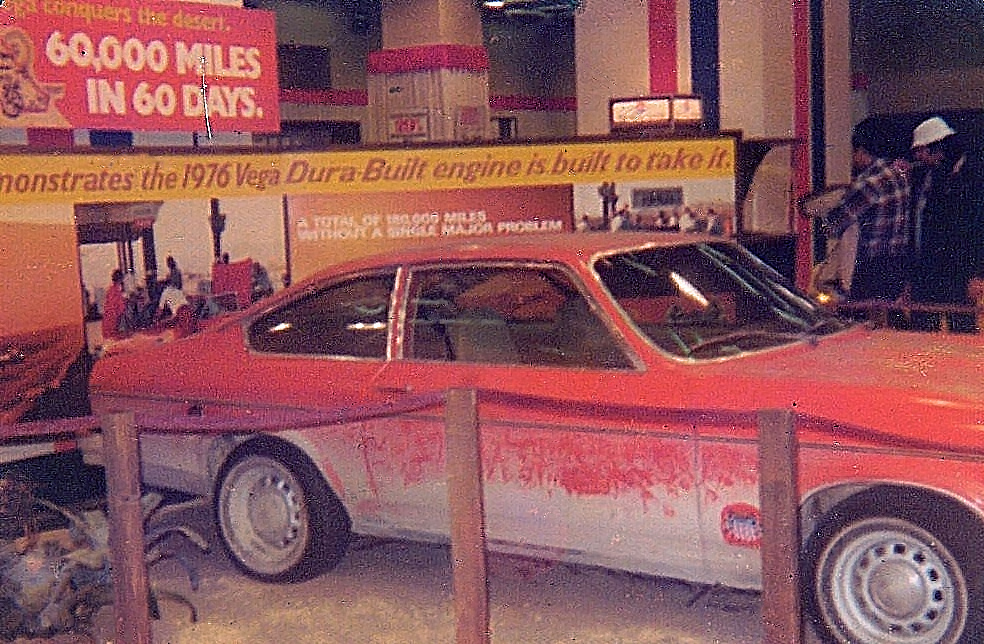
Chevrolet Vega nach 60.000 Meilen Testfahrt (1977)